# 87 (số)
87 (tám mươi bảy) là một số tự nhiên ngay sau 86 và ngay trước 88.